# 산 피에트로 교회 (산마리노)

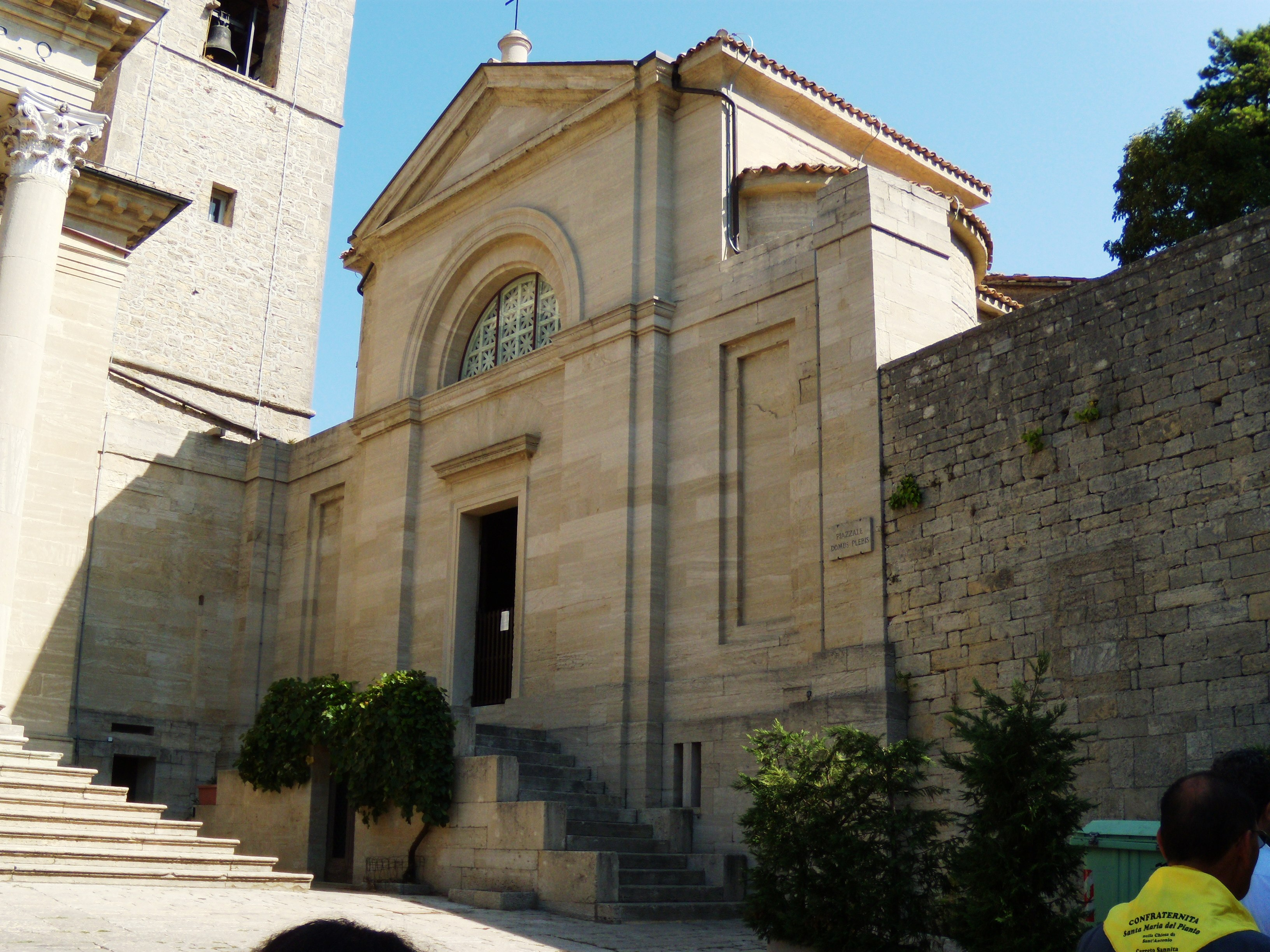
산 피에트로 교회

산 피에트로 교회(이탈리아어: Chiesa di San Francesco 키에사 디 산 피에트로[*])는 산마리노 산마리노 시에 있는 교회이다. 1689년 설립되었다.